# Waipukurau
Waipukurau est la plus grande ville du district de Central Hawke's Bay sur la côte est de l'île du Nord de la Nouvelle-Zélande. Elle est située à 50 kilomètres au sud-ouest de Hastings sur les rives du fleuve Tukituki.

## Géographie

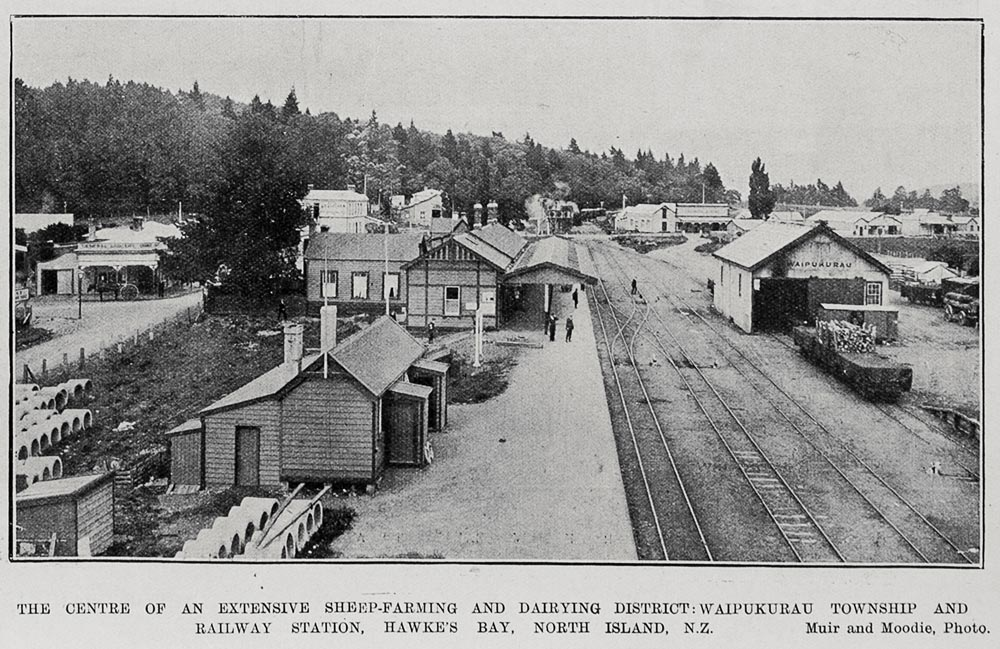
Gare de Waipukurau en 1909.

La ville est située à environ   46 km km au sud-ouest de Hastings et à environ  45 km  au nord-est de Dannevirke sur la rive sud de la rivière Tukituki . La ville la plus proche est Waipawa , à environ  7 km au nord. La Nouvelle - Zélande State Highway 2 runs par Waipukurau et relie la ville avec les villes de la baie de Hawke dans le nord -est et au sud - ouest avec Dannevirke et Woodville . La gare de Waipukurau se trouve sur la ligne de chemin de fer Palmerston North-Gisborne. Toutefois depuis 2001, les trains de voyageurs y ont été supprimés.

## Histoire

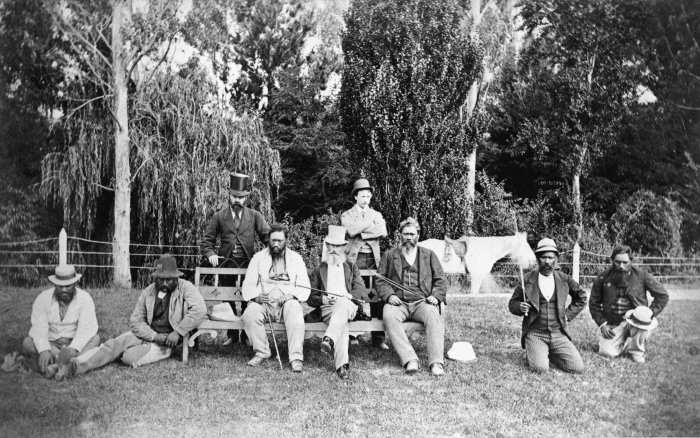
Le Mouvement de répudiation a demandé l'annulation de la législation néo-zélandaise relative à la vente de terres maories et une compensation pour ce qu'il considérait comme des ventes déloyales..

C'est le colon Henry Robert Russell (en), considéré comme le fondateur de Waipukurau, qui en 1867, acheta la terre de leur ancien Pā (village) aux Maoris locaux. Il loua des parcelles de terrain pendant  99 ans, et il y fit construire des chalets pour héberger les gens nécessiteux. Une petite communauté se développa et ainsi furent construits une école, une église, une mairie, un hôpital et un cimetière. Russell et sa femme Susanna et sa belle-sœur Harriet Herbert, connus pour leur générosité, y développèrent des commerces et des magasins.
Le statut de ville fut octroyé à Waipukurau en 1912. En 1977, elle a été incluse au comté de Waipukurau, afin de constituer un district.

## Population
Au recensement de 2013, la commune comptait 3741 habitants, soit 6,6 % de moins qu'au recensement de 2006.

## Entreprises
Waipukurau est le centre de services et de commerce de la région, dont la principale source de revenus est l'élevage de moutons. La ville elle-même abrite des entreprises industrielles, le secteur du travail du bois, des fabricants de machines agricoles et de produits en béton. La plupart des emplois sont saisonniers dans l'agriculture et l'horticulture, et surtout dans l'entreprise Bernard Matthew's New Zealand Ltd. fondée en 1994 qui est un secteur d'activité spécialisé dans la transformation de la viande.

## Personnalités nées à Waipukurau
- Henry Robert Russell (en), (13 janvier 1817-30 avril 1891), notable et politicien.
- Errol Brathwaite (en), écrivain.
- Mary Hamilton (1954-), cavalière néo-zélandaise de concours complet.